# أليكساندر هوروويتز
أليكساندر هوروويتز (بالهولندية: Alexandre Horowitz)‏ هو مهندس هولندي، ولد في 24 مارس 1904 في أنتويرب في بلجيكا، وتوفي في 1982 في سويسرا.